# Villers-en-Ouche
Villers-en-Ouche település Franciaországban, Orne megyében. Lakosainak száma 336 fő (2018. január 1.). Villers-en-Ouche Saint-Laurent-du-Tencement, Bocquencé, Anceins, Heugon, Monnai és Saint-Nicolas-des-Laitiers községekkel határos.

## Népesség
A település népessége az elmúlt években az alábbi módon változott:
| Lakosok száma | 399  | 378  | 368  | 338  | 330  | 345  | 347  | 344  | 343  | 336  |
|               | 1962 | 1968 | 1975 | 1982 | 1990 | 2008 | 2013 | 2015 | 2017 | 2018 |